# Génicourt
Génicourt egy község Franciaországban. Lakosainak száma 515 fő (2022. január 1.).

## Földrajza
Génicourt Grisy-les-Plâtres, Boissy l'Aillerie, Cormeilles-en-Vexin, Épiais-Rhus, Livilliers és Osny községekkel határos.